# Emmanuel-Marie-Joseph Champigneulle
Pour les articles homonymes, voir Champigneulle (homonymie).
Emmanuel-Marie-Joseph Champigneulle (1860-1942) est un maître verrier français dont l'atelier était situé à Bar-le-Duc.

## Biographie
Issu d'une lignée de maîtres-verriers, il est le fils cadet de Charles-François Champigneulle et de son épouse, née Madeleine Messner. Son frère Charles crée la succursale parisienne de l'entreprise de peinture sur verre familiale.

## Production
Emmanuel Champigneulle prend la tête de l'entreprise familiale à Bar-le-Duc en 1882. Parmi ses nombreuses réalisations :
- L'Église Saint-Pierre-et-Saint-Paul d'Euville, en Lorraine
- Notre-Dame-de-l'Assomption de Neuchâtel, aussi connue comme l'Église Rouge de Neuchâtel (Suisse)[1]
- la chapelle Saint-Jean à Guern, Morbihan
- des vitraux de l'église Saint-Laurent (Paris) en 1888[2]
- Basilique Notre-Dame-de-Bonne-Garde, Diocèse d'Évry-Corbeil-Essonnes[3]
- Eglise Saint-Maurice de Rouvres-les-Vignes (1898-1902)[4]
- Vitraux de la Mairie d'Euville (1909), dans la Meuse, Lorraine
- Cathédrale Métropolitaine de San José, Costa Rica (1914)
- de nombreuses églises de la région Champagne-Ardenne[5]

Il réalise également de nombreux vitraux avec son frère Louis-Charles-Marie Champigneulle, à la tête de la succursale parisienne (96 rue Notre-Dame-des-Champs), et notamment ceux de l'église de Bouvines, consacrés à la bataille de Bouvines.

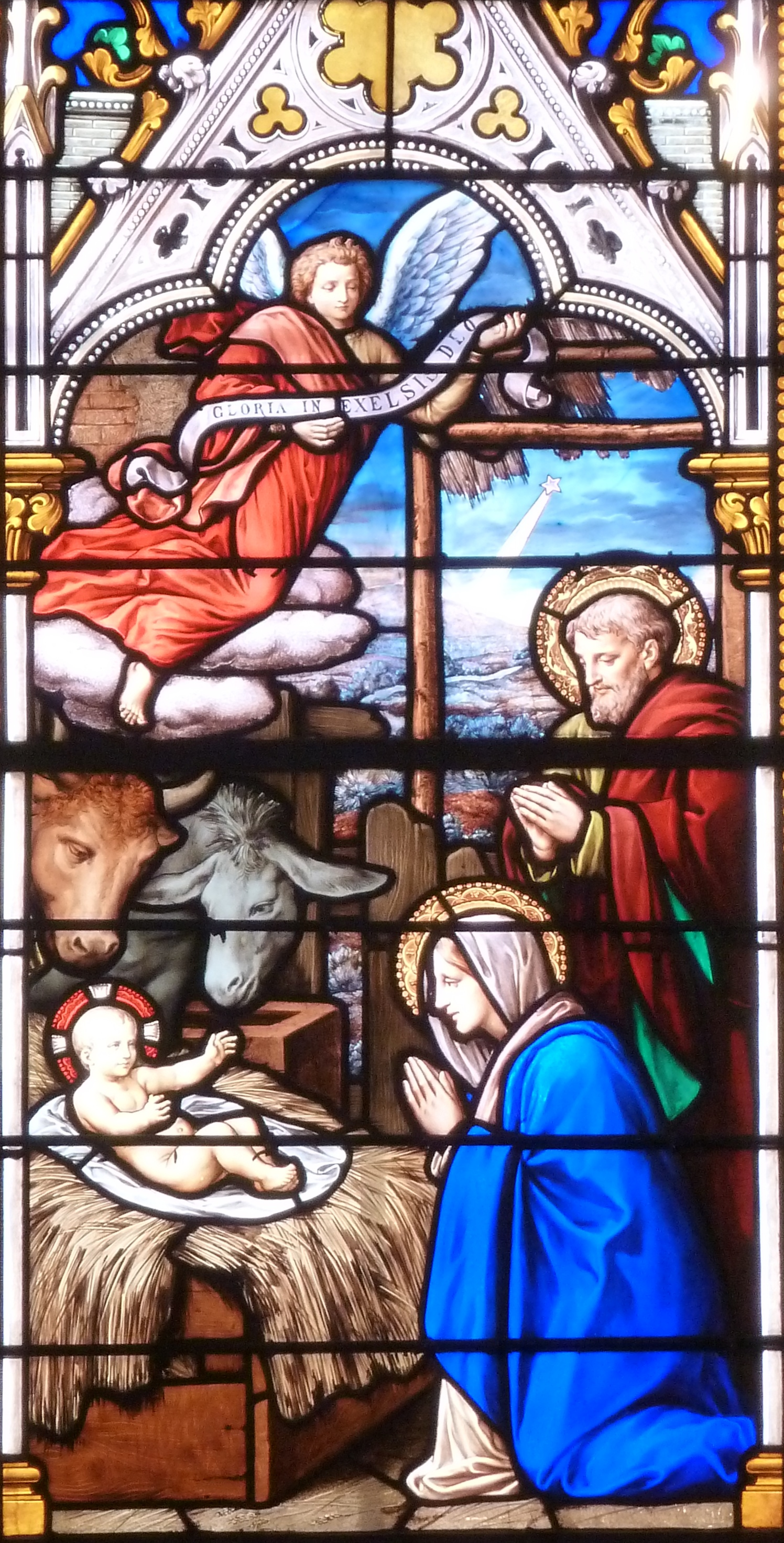
La nativité du Christ, vitrail de 1896, couvent de Saint-Jean-de-Bassel.
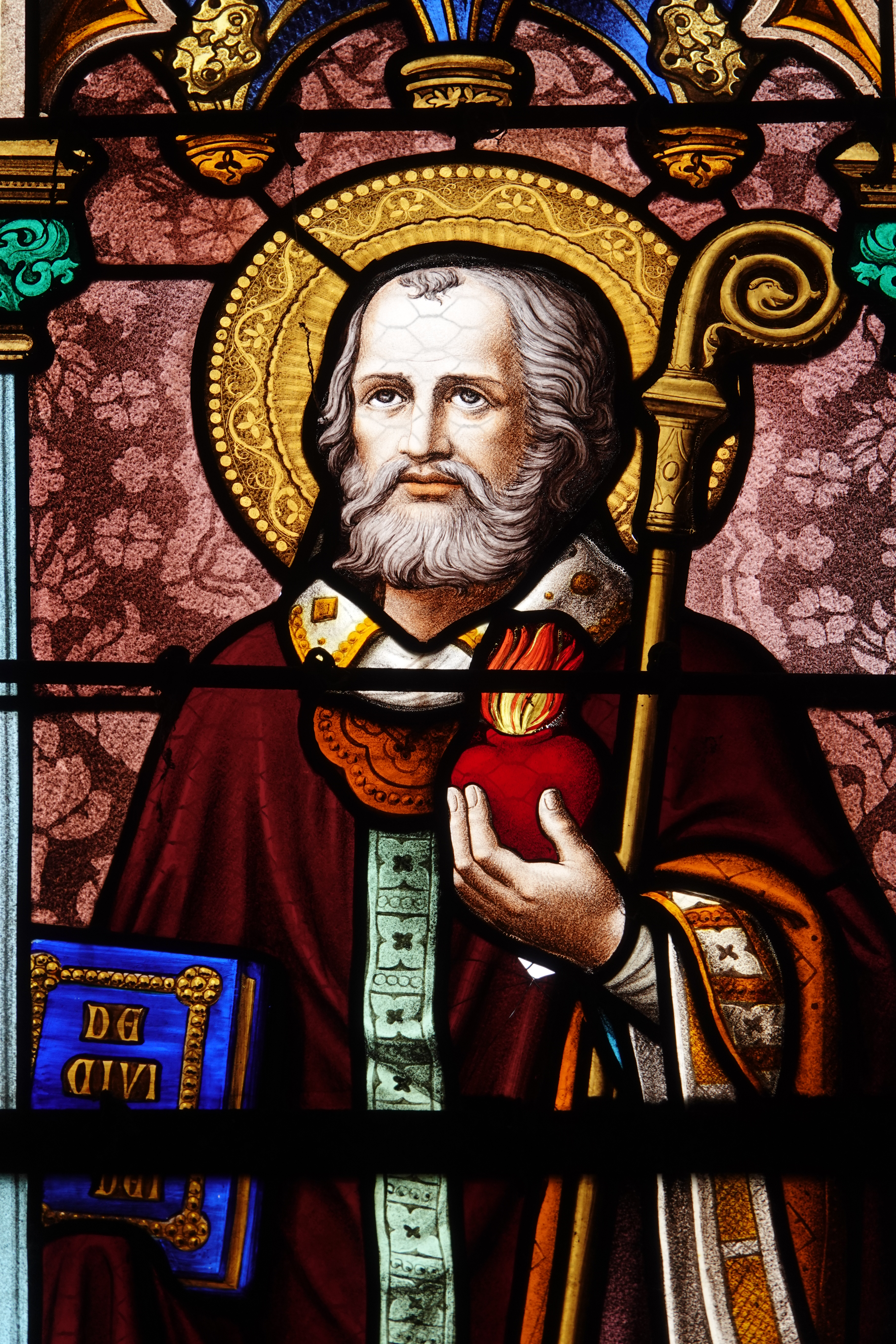
Saint Augustin, vitrail daté de 1902, église de Rouvres-Les-Vignes (Aube)
- Lettre à en-tête de l'entreprise, 1894